# Эрм, Элизабет
Элизабет Эрм (эст. Elisabeth Erm; родилась 1 февраля 1993, Тарту) — эстонская топ-модель.

## Биография
Родилась 2 февраля 1993 в Тарту, Эстония. Начала карьеру модели в 17 лет. Была приглашена на кастинг модельным агентом во время посещения торгового центра. Карьерному росту способствовал тот факт, что один из родственников модели является известным эстонским модным дизайнером. Следует отметить на протяжении первых трёх лет своей карьеры особых успехов не имела.
Прорыв в карьере произошёл в 2013 году, после подписания контракта с модельным агентством Wilhelmina Models.
В 2013 году она вышла на подиум недели высокой моды в Нью-Йорке. Первым большим показом в карьере была работа для Lacoste в Нью-Йорке. Позже в этом же году закрывала показы Alberta Ferretti и Giorgio Armani в Милане и отработала четырнадцать показов в Париже.
В 2014 году снималась для рекламы Gucci, Vera Wang и Chloe.
В 2015 году сотрудничала с модными домами Carolina Herrera и Versace.
Элизабет Эрм снималась как для рекламы, так и для глянцевых журналов. Среди её работ можно отметить обложки журналов Vogue Украина в 2014 году и Glamour Франция в 2015 году.
В различное время принимала участие в показах: Felipe Oliveira Baptista, Chanel, Lanvin, Giambattista Valli, Balmain, Christian Dior, Miu Miu, Givenchy, Elie Saab, Vanessa Bruno, Valentino, Versace, Valentino Couture, Emanuel Ungaro, Moschino, Alberta Ferretti, Giorgio Armani, Aquilano.Rimondi, Hugo Boss, Jason Wu, Calvin Klein, Chloe, Donna Karan New York, Gucci, Fendi, Tommy Hilfiger, Alexander Wang, Thakoon, Victoria Beckham, Ralph Lauren, Louis Vuitton, Topshop, Burberry, Christopher Kane, Mulberry, Mary Katrantzou, Tom Ford, H&M, Nina Ricci, Vionnet, Dolce & Gabbana, DSquared2, Trussardi и другие